# Alfredo Dinale
Alfredo Dinale (Vallonara, 11 de marzo de 1900-Vicenza, 3 de diciembre de 1976) fue un deportista italiano que compitió en ciclismo en las modalidades de pista y ruta.
En ciclismo en pista participó en los Juegos Olímpicos de París 1924, obteniendo una medalla de oro en la prueba de persecución por equipos. En ciclismo en ruta consiguió la victoria en la Coppa Bernocchi 1924 y tres en las carreras de seis días: Dortmund 1929, París 1931 y Fráncfort 1931. Además, ganó dos etapas del Giro de Italia 1929.

## Medallero internacional
| Juegos Olímpicos | Juegos Olímpicos | Juegos Olímpicos | Juegos Olímpicos        |
| Año              | Lugar            | Medalla          | Competición             |
| ---------------- | ---------------- | ---------------- | ----------------------- |
| 1924             | París (Francia)  | Medalla de oro   | Persecución por equipos |